# Saison 1 de Radio Enfer
Cet article présente le guide des épisodes de la première saison de la série télévisée québécoise Radio Enfer diffusée sur Canal Famille en 1995 et 1996.

## Rencontre du troisième (et du quatrième) type
- Christian Lalumière (Guy Allari)

## Maria cherche l'âme sœur
- Francis Lussier (Joël)
- Steve St-Sauveur (José Lopez)

## Le triomphe de Jean-Lou
- Patrick Groulx (Julien Picard)
- Valérie Jeanneret (Hélène Duval)

## Benoît Brise face
- Dominic Darceuil (Benoît Gariépy)

## L'école en campagne
- Annick Villeneuve (Amélie Thivierge-Côté)

## Deux filles un mardi soir
- Robert Duparc (Concierge Yerjo)

## Le radiothon
- Mario St-Amand (Ti-Guy Tremblay)

## L'échec de Léo
- Louis-Georges Girard (M. Charest)

## Une radio à la mode
- Julie Surprenant (Corinne)

## Les tribulations d'un Japonais
Philippe Ponton (Yakashi)

## Le scoop de Camille
Bruno Landry (Rémy Grenon, Défenseur du citoyen)

## Génies en herbe
- Marc-André Lamarche (Antoine-Étienne)
- Christian Lalumière (Guy Allari)
- Annick Villeneuve (Amélie Thivierge-Côté)

## Le 'surprise party' de Carl
- Valérie Valois (Geneviève)

## À l'intellectuel, intellectuel et demi
- Guy Jodoin (Bertrand-Henri Lapointe)

## Le carnaval
- Anne Dorval (Anne Dorval)

## Léo love Camille
- Jean Fournier (Killer Barette)